# Crimson Glory (album)
Crimson Glory è l'omonimo album d'esordio dell'heavy metal band Crimson Glory, pubblicato nel 1986 per la Roadrunner Records.

## Tracce
1. Valhalla – 3:50
2. Dragon Lady – 4:27
3. Heart of Steel – 6:13
4. Azrael – 5:37
5. Mayday – 3:02
6. Queen of the Masquerade – 5:27
7. Angels of War – 5:28
8. Lost Reflection – 4:47

## Formazione
- Midnight - voce
- Jeff Lords - basso
- Jon Drenning - chitarra
- Ben Jackson - chitarra
- Dana Burnell - batteria